# Psychoda solangensis
Psychoda solangensis és una espècie d'insecte dípter pertanyent a la família dels psicòdids.

## Distribució geogràfica
Es pot trobar a l'Himàlaia.